# Mildred (Kansas)
Mildred – miasto położone w stanie Kansas, w hrabstwie Allen.